# Friedrich August Ludwig Nietzsche
Friedrich August Ludwig Nietzsche (* 29. Januar 1756 in Bibra; † 16. März 1826 in Eilenburg) war ein deutscher Theologe. Er war der Großvater des Philosophen Friedrich Nietzsche.

## Leben
Nietzsche wurde als Sohn des kurfürstlich sächsischen General-Akzise-Inspektors Gotthelf Engelbert Nietzsche (1714–1804) und der Johanna Amanda geb. Herold (1717–1770) aus Reinsdorf geboren. Er lernte an der humanistischen Thomasschule zu Leipzig. Ab 1776 studierte er Evangelische Theologie an der Universität Leipzig und promovierte zum Dr. theol. an der Albertus-Universität Königsberg. Damit begründete er die akademisch-theologische Tradition der Familie. Danach wirkte er ab 1783 als Pfarrer in Wohlmirstedt. Hier ging er die erste Ehe mit Johanna Friederike Richter (1757–1805) aus Goseck ein; in dieser Verbindung wurden neun Kinder geboren: August Friedrich Engelbert Nietzsche (1785–1858), Christiane Friedrike Juliane Nietzsche (1786–1866), Friedrich Ferdinand Fuerchtegott Nietzsche (1788–1888), Christiane Amalie Hedwig Nietzsche (1789–1866), Karl Ernst Ferdinand Nietzsche (1791–1831), Auguste Friederike Wilhelmine Nietzsche (1793–1873), Amalie Elenore Charlotte Nietzsche (1795–1801), Ernestine Louise Nietzsche (1796–1855), Christiane Louise Nietzsche (1798) und Lina Theresia Nietzsche (1802–1862). Nach zwanzigjähriger Tätigkeit erfolgte 1803 die Berufung von Nietzsche als Superintendent der Ephorie Eilenburg. Inzwischen verwitwet, schloss er hier eine Ehe mit Erdmuthe Dorothea Krause (1778–1856), der Witwe des Weimarer Hofadvokaten Karl Christoph Heinrich Krüger. Ihr gemeinsamer Sohn (neben zwei weiteren Kindern), der spätere Pfarrer Carl Ludwig Nietzsche, der Vater des Philosophen Friedrich Nietzsche, wurde 1813 geboren.
Nietzsche galt als aufgeklärter, aber durchaus wertkonservativer Mann.

## Schriften
Außer einer lateinischen Dissertation über den zweiten Petrusbrief (1785) veröffentlichte Nietzsche mehrere erbauliche und pädagogische Schriften, so
- Über Vorzüge, Beschwerden und Trost im Alter: Auf besondere Veranlassung zum weitern Nachdenken und zur Beruhigung für gutgesinnte Greise geschrieben (Leipzig 1789),
- Ueber die höchstnöthige Verbesserung der Chursächsischen Dorfschulen (Leipzig 1791),
- Gamaliel oder über die immerwährende Dauer des Christenthums, zur Belehrung und Beruhigung bey der gegenwärtigen Gährung in der theologischen Welt (Leipzig 1796),
- Beyträge zur Beförderung einer vernünftigen Denkensart über Religion, Erziehung, Unterthanenpflicht und Menschenleben (Weimar 1804)
- Ueber Beschaffenheit, Zweck und Geist der jetzt veranstalteten Synoden und Prediger-Vereine (1817).